# L'amore
L'Amore (Brasil: O Amor / Portugal: O Amor) é um filme italiano de 1948, dirigido por Roberto Rossellini e estrelado por Anna Magnani e Federico Fellini. Com uma dedicação inicial ao talento de atuação de Magnani, a obra consiste em dois episódios, um intitulado Una voce umana (Uma voz humana) e o segundo Il Miracolo (O Milagre). Essa segunda parte foi banida nos Estados Unidos, até a decisão contrária da Suprema Corte americana em 1952 em favor do filme e da liberdade de expressão.

## Sinopse
L’Amore é dividido em dois episódios independentes. O primeiro, Una voce umana é um monólogo adaptado da peça escrita por Jean Cocteau em 1930 , La voix humaine, e retrata uma mulher interpretada por Anna Magnani, que, sozinha em seu apartamento, passa a noite ao telefone tentando desesperadamente convencer o seu amado a não abandona-la. 
Já o segundo episódio, Il miracolo, é baseado na obra Flor de santidad  de Ramón María del Valle-Inclán . Neste capítulo, Nanni, uma pobre e religiosa mulher de uma aldeia do interior da Itália (novamente Anna Magnani ), encontra um andarilho (Federico Fellini) e está convicta de que ele seja São José. Nanni é seduzida por ele e, tempos depois, quando descobre que está grávida, acredita em um verdadeiro milagre, o que leva a mulher a ser ridicularizada pelos demais moradores do vilarejo.

## Produção
Una voce umana, a primeira das duas partes que compõem L'Amore, foi realizada por conta da sugestão da própria Anna Magnani, atriz principal do filme, que já havia interpretado a peça do poeta francês Jean Cocteau, La Voix humaine em Roma. Roberto Rossellini usou, teria financiado o filme, o dinheiro do adiantamento que Joseph Burstyin, havia providenciado para Alemanha ano zero então em fase de pré-produção em Berlim, o que gerou conflito entre o diretor e Basilio Franchina, que era seu assistente. Una voce uma foi baseado em improvisação a partir do texto da peça, sem roteiro.  O filme foi rodado em duas semanas em um estúdio na Place Clichy entre o final de abril e início de maio, no intervalo entre as duas viagens do diretor a Berlim para a preparação do filme Germania anno zero (Alemanha, Ano Zero).
Entretanto, com apenas 35 minutos de duração, Una voce umana era muito curto para ser lançado sozinho. Assim, Rossellini acatou sugestão de Federico Fellini, com quem já havia trabalhado em Roma, Cidade Aberta (1945) e Paisà (1946), que sugeriu a história para a segunda parte da obra, II Miracolo. A narrativa aborda a jornada de uma simples pastora, uma “tola mística”, que, por consequência de sua intensa religiosidade, por seu forte afeto e sua devoção apaixonada a São José, acredita que o próprio santo à visitou e lhe concedeu a graça de carregar seu filho.  Ana Magnani interpreta a personagem principal e Federico Fellini, além de participar do roteiro, interpreta o "desconhecido" ou “santo". A execução da primeira cena apresentou dificuldades, Pinelli e Fenilli, um dos roteiristas do filme, se debruçaram durante duas semanas à procura de definir um tom adequado, a combinação ideal entre encantamento e realismo, carnalidade e piedade, que estruturam o filme. Amalfi, lugar bastante apreciado por Rossellini, é a locação da segunda parte da obra. Assim, as duas histórias independentes, giram em torno de duas mulheres diferentes, uma cosmopolita, urbana, ao telefone, a outra religiosa, rural, mística, ambas abandonadas por seus amantes, são reunidas no mesmo longa sob o título L’Amore. 

## Lançamento e circulação
L’Amore estreou em agosto de 1948, no IX Festival Internacional de Cinema de Veneza. Devido a questões judiciais envolvendo direitos autorais referentes à peça de Jean Cocteau, a versão original do filme não foi amplamente exibida. Assim, o capítulo Il miracolo acabou sendo removido de L'Amore para distribuição internacional. Posteriormente, Il miracolo foi reunido aos filmes A Day in the Country (1936), de Jean Renoir, e Jofroi (1933), de Marcel Pagnol, para compor a obra Ways of Love . Em 1978, uma versão restaurada de L’Amore foi exposta no Roxie Theater, em São Francisco, nos Estados Unidos.

## Recepção
L’amore abre em 12 de Dezembro,1950, no Teatro Paris, em Manhattan com críticas mistas. Por um lado, Una voce umana é a primeira instância em que o estilo e as técnicas do "neo-realismo" - embora esse termo ainda não tenha entrado em uso - foram aplicados a assuntos não relacionados com a guerra e suas consequências. Alguns críticos, no entanto, o atacaram como um desvio de assuntos mais importantes. Foi um "experimento", insistiu Roberto Rossellini: o cinema era uma arte nova, cheia de todos os tipos de possibilidades inebriantes, e agora a câmera era um microscópio e ele um entomologista. Mesmo com sua inovação, o curta, que é filmado em interior, com atriz profissional, é mal visto tanto pelo público quanto para os críticos da época, incluindo André Bazin, que declarou que o filme era simplesmente escandaloso em sua preguiça cinematográfica. Assim que L’amore foi lançado, ele foi violentamente atacado na Europa, América Latina e nos Estados Unidos, também sendo instantaneamente proibido na Argentina e Austrália. Edward T. McCaffrey, o comissionário de licenças em Nova Iorque e um antigo comandante da filial do estado de New York do Catholic War Veterans , achou Il Miracolo “pessoal e oficialmente blasfêmico", e decide censurar a obra, mesmo essa já tendo a permissão do New York State Regents. A pressão popular e industrial faz com que o New York Board of Regents  reverta pela primeira vez em sua história uma decisão de sua censura em aprovar um filme, e a licença de L’amore é revogada em 16 de Fevereiro, 1951, Burstyn decidiu levar a questão até a Suprema Corte americana, que no fim deliberou a favor do filme em 26 de Maio de 1952. Em uma decisão histórica para a indústria cinematográfica, a Corte afirmou que filmes não podem ser reduzidos a comércio, e, poderiam se beneficiar dos direitos de liberdade de expressão previstos na Primeira Emenda, que outras mídias partilham.

## Premiações
- Cahiers du Cinéma 1956

Indicação ao Top 10 Filmes
- Venice Film Festival 1948

Indicação Grande Prêmio Internacional 
- New York Film Critics Circle Awards

1950 | Vitória: Melhor Filme de Língua Estrangeira
- Italian National Syndicate of Film Journalists

1949 | Vitória: Melhor Atriz

## Disponibilidade
A produtora Janus Films detém a distribuição de L'Amore, de modo que o filme está atualmente disponível para visualização na página da plataforma The Criterion Channel . Além disso, o DVD de L'Amore encontra-se disponível para compra sob encomenda na página da loja Livraria da Travessa.